# Dorcadion irakensis
Dorcadion irakensis là một loài bọ cánh cứng trong họ Cerambycidae.